# Uzumaki
Uzumaki (jap. うずまき; dosł. „Spirala”) – manga z gatunku horror autorstwa Junjiego Itō, publikowana na łamach magazynu „Big Comic Spirits” wydawnictwa Shōgakukan od stycznia 1998 do sierpnia 1999. Całość liczy 3 tomy. Polski przekład ukazał się nakładem wydawnictwa Japonica Polonica Fantastica.
Na podstawie mangi powstał film live action w reżyserii Higuchinsky’ego, a także serial anime, który emitowany był od września do października 2024 w paśmie Adult Swim.

## Fabuła
Uzumaki opowiada historię uczennicy liceum, Kirie Goshimy, jej chłopaka Shuichiego Saito oraz mieszkańców małego, spokojnego japońskiego miasteczka Kurouzu, które zostaje opanowane przez nadnaturalne zdarzenia związane ze spiralami. W miarę rozwoju fabuły Kirie i Shuichi obserwują, jak klątwa spirali wpływa na ludzi wokół nich, sprawiając, że mieszkańcy mają obsesję na punkcie spirali lub wpadają w paranoję z ich powodu. Klątwa ta prowadzi również do przemiany ludzi w groteskowe potwory – ich ciała się wyginają, ciężarne kobiety zaczynają zachowywać się jak komary, umarli ożywają, a większość mieszkańców zmienia się w ślimaki. Klątwa oddziałuje także na środowisko Kurouzu, wywołując trąby powietrzne i wiry wodne. Zamienia również opuszczoną latarnię morską w rozżarzone piekło, a każdy, kto na nią spojrzy, zaczyna chodzić w kółko.
Shuichi staje się samotnikiem po tym, jak oboje jego rodzice giną z powodu przerażających psychicznych i fizycznych skutków działania spirali. Jednocześnie zyskuje zdolność wyczuwania, kiedy klątwa spirali zaczyna działać, choć często jest ignorowany, dopóki kolejne paranormalne skutki klątwy nie staną się oczywiste. Ostatecznie klątwa dotyka również Kirie, kiedy jej włosy zaczynają się zwijać w nienaturalny spiralny wzór, wysysając z niej energię życiową, aby hipnotyzować mieszkańców, i dusząc ją, gdy próbuje je obciąć. Shuichiemu udaje się obciąć jej włosy i ją ocalić. W miarę jak społeczność zaczyna się rozpadać, klątwa wciąż nęka miasto, aż seria tajfunów wywołanych przez klątwę niszczy większość jego zabudowań. Jedynymi pozostałymi budynkami są starożytne, opuszczone szeregowce, do których mieszkańcy są zmuszeni się przenieść. Z czasem, gdy budynki stają się coraz bardziej zatłoczone, mieszkańcy zaczynają je rozbudowywać, co prowadzi do ich mutacji, a ich kończyny skręciły się i wygięły w spirale.
Po tym, jak miasto zostało niemal zniszczone przez coraz silniejsze burze i wiry wywołane szybkim ruchem i głośnymi dźwiękami, Kirie i Shuichi zbierają wszystkich, aby opracować plan ucieczki z Kurouzu, jednak ich wysiłki kończą się niepowodzeniem. Po powrocie do miasta odkrywają, że minęło kilka lat od ich wyjazdu, ponieważ czas przyspiesza poza spiralą. Pozostali mieszkańcy rozbudowali szeregowce, aż połączyły się one w jedną strukturę, tworząc labiryntowy wzór spirali. Kirie i Shuichi postanawiają poszukać rodziców Kirie, co prowadzi ich do centrum miasta, po wielu dniach wędrówki przez labirynt, który prowadzi ich bezpośrednio do Stawu Ważek, teraz przekształconego w ustrukturalizowane schody.
Kiedy zaczynają schodzić po schodach, Shuichi zostaje zrzucony przez zmutowanego mieszkańca do przepaści prowadzącej głęboko pod Kurouzu, a Kirie sama schodzi po kolosalnych spiralnych schodach, by go znaleźć. Upada, ale zostaje uratowana przez niezliczone ciała tworzące podłoże rozległego, starożytnego miasta, które składa się wyłącznie ze spiralnych wzorów w różnych układach. Szukając Shuichiego, Kirie znajduje swoich rodziców poskręcanych i skamieniałych, przypominających kamienne posągi, wraz z wieloma innymi mieszkańcami Kurouzu, których spotkał ten sam los. Następnie słyszy, jak Shuichi woła ją i idzie w jego stronę. Oboje zostają przytłoczeni przez starożytne spirale otaczające ich, a Shuichi zauważa, że wygląda to tak, jakby ruiny spirali miały własną wolę. Zauważywszy, że skamieniali mieszkańcy Kurouzu wszyscy patrzą w stronę spiralnego miasta, Shuichi wysuwa teorię, że jest to źródło klątwy; miasto rozszerza się samoistnie w określonych odstępach czasu i przeklęło ziemię powyżej z zazdrości, że nie ma nikogo, kto by je podziwiał.
Shuichi namawia Kirie, by odeszła bez niego, ponieważ nie może już chodzić, a klątwa wkrótce powinna się skończyć, ale ona odpowiada, że nie ma siły i chce zostać z nim. Oboje obejmują się, a ich ciała zaczynają się skręcać i splatać, co symbolizuje ich akceptację niekończącej się klątwy. W tym samym czasie kamienna wieża w kształcie wiertła wyrasta z miasta i przebija powierzchnię, stając się centralnym punktem opuszczonego miasteczka. Leżąc razem, Kirie zauważa, że klątwa zakończyła się w tym samym momencie, w którym się rozpoczęła, ponieważ tak jak czas przyspiesza poza centrum, tak zamiera w jego centrum. Klątwa spirali jest wieczna, a wszystkie wydarzenia powtórzą się, gdy nowe Kurouzu zostanie zbudowane w miejscu, gdzie leży poprzednie.

## Bohaterowie
- Kirie Goshima

Seiyū: Uki Satake (japoński), Joanna Sokołowska (polski)
- Shuichi Saito

Seiyū: Shin’ichirō Miki (japoński), Mateusz Kwiecień (polski)
- Yasuo Goshima

Seiyū: Toshio Furukawa (japoński), Zbigniew Konopka (polski)
- Chizuko Goshima

Seiyū: Shino Kakinuma (japoński), Izabella Bukowska-Chądzyńska (polski)
- Toshio Saito

Seiyū: Takashi Matsuyama (japoński), Cezary Kwieciński (polski)
- Yukie Saito

Seiyū: Mika Doi (japoński), Anna Gajewska (polski)
- Azami Kurotani

Seiyū: Mariya Ise (japoński), Natalia Gadomska (polski)
- Okada

Seiyū: Wataru Hatano (japoński), Dawid Dziarkowski (polski)
- Kazuki Tsumura

Seiyū: Tatsumaru Tachibana (japoński), Bartosz Wesołowski (polski)
- Ikuo Yokota

Seiyū: Kōichi Tōchika (japoński), Mateusz Weber (polski)
- Kazunori Nishiki

Seiyū: Yūto Uemura (japoński), Ignacy Martusewicz (polski)
- Yoriko Endo

Seiyū: Satomi Hanamura (japoński), Julia Borkowska (polski)
- Mitsuru Yamaguchi

Seiyū: Kappei Yamaguchi (japoński), Dawid Dziarkowski (polski)

## Manga
Seria była publikowana w magazynie „Big Comic Spirits” od 19 stycznia 1998 do 30 sierpnia 1999. Wydawnictwo Shōgakukan zebrało jej rozdziały w 3 tankōbonach, wydawanych od 29 sierpnia 1998 do 30 września 1999. Z okazji premiery filmu aktorskiego, manga została wydana w jednym tomie zbiorczym w marcu 2000, zawierając dodatkowy „zaginiony” rozdział. 30 sierpnia 2010 wydawnictwo Shōgakukan opublikowało kolejne wydanie zbiorcze, zawierające tę samą treść i dodatkowy komentarz Masaru Sato.
W Polsce manga została wydana 7 czerwca 2011 w jednym tomie zbiorczym nakładem wydawnictwa Japonica Polonica Fantastica w ramach serii wydawniczej Mega Manga.
| Nr | Język japoński   | Język japoński     | Język polski   | Język polski           |
| Nr | Data wydania     | ISBN               | Data wydania   | ISBN                   |
| -- | ---------------- | ------------------ | -------------- | ---------------------- |
| 1  | 29 sierpnia 1998 | ISBN 4-09-185721-3 | 7 czerwca 2011 | ISBN 978-83-7471-232-3 |
| 2  | 26 lutego 1999   | ISBN 4-09-185722-1 | 7 czerwca 2011 | ISBN 978-83-7471-232-3 |
| 3  | 30 września 1999 | ISBN 4-09-185723-X | 7 czerwca 2011 | ISBN 978-83-7471-232-3 |

## Film live action
11 lutego 2000 w Japonii premierę miała adaptacja w postaci filmu live action. Reżyserem filmu był Higuchinsky, a w głównych rolach wystąpili: Eriko Hatsune jako Kirie Goshima, Shin Eun-kyung jako Chie Maruyama, Fhi Fan jako Shuichi Saito, Keiko Takahashi jako Yukie Saito, Ren Ōsugi jako Toshio Saito oraz Hinako Saeki jako Kyoko Sekino.

## Anime
Na Crunchyroll Expo 2019 ogłoszono powstanie adaptacji w formie czteroodcinkowego miniserialu anime. Seria została wyprodukowana przez Production I.G USA oraz wewnętrzne studio produkcyjne Adult Swim, Williams Street. Anime wyreżyserował Hiroshi Nagahama, a muzykę skomponował Colin Stetson. Premiera odbyła się w bloku programowym Toonami stacji Adult Swim, zanim seria zadebiutowała w Japonii. Dyrektor kreatywny Jason DeMarco stwierdził, że na dzień 25 marca 2020 produkcja nadal trwała i pandemia COVID-19 nie miała na nią wpływu. W wywiadzie z Itō, wyraził szacunek dla Hiroshiego Nagahamy, nazywając go „bardzo utalentowanym”. Dodał również, że wierność oryginalnej mandze bardzo go ucieszyła. Itō potwierdził, że scenariusz serii był już gotowy, ponieważ sam go sprawdził. Powiedział: „Cztery odcinki to znacznie krócej niż oryginalna manga. Dobrze poradzili sobie z przeorganizowaniem serii. Na przykład ktoś, kto ginie wcześnie, teraz odgrywa ważną rolę później. Wykonali fantastyczną robotę, tworząc coś takiego. Scenarzysta to bardzo utalentowana osoba”. Anime zostało wyprodukowane w całości w czerni i bieli.
10 czerwca 2020 na oficjalnym koncie anime na Twitterze zaprezentowano kilka zdjęć scenorysów. 22 lipca 2020 ogłoszono japońską obsadę głosową, a 26 lipca podczas Adult Swim Con stacja Adult Swim ponownie wyemitowała ten sam teaser oraz zaprezentowała wywiad z reżyserem serii, Hiroshim Nagahamą. Dodatkowo potwierdzono, że premiera serii została przesunięta o rok w stosunku do pierwotnie planowanej premiery w 2020 roku. 29 lipca 2020 japońska obsada głosowa oficjalnie rozpoczęła nagrywanie swoich kwestii. 15 czerwca 2021 opublikowano drugi teaser, w którym reżyser Hiroshi Nagahama opowiedział o tym, jak pandemia zmusiła zespół do „restrukturyzacji” planu anime od podstaw. Wideo potwierdziło również, że premiera anime została ponownie opóźniona, tym razem do października 2022.
W czerwcu 2022 Corus Entertainment potwierdziło w komunikacie prasowym, że seria będzie również emitowana na kanadyjskim Adult Swim. Pod koniec tego samego miesiąca anime ponownie zostało opóźnione na czas nieokreślony na prośbę ekipy produkcyjnej. W 2023 roku ujawniono, że firma Square Peg należąca do Ariego Astera i Larsa Knudsena była zaangażowana w produkcję serii. 22 lipca 2023, podczas panelu „Toonami on the Green” na San Diego Comic-Con, zaprezentowano nowy klip z serialu. Chociaż na końcu nie ujawniono żadnych ram czasowych premiery, Jason DeMarco oświadczył później na Twitterze, że seria zadebiutuje jeszcze w 2023 roku, jednak do tego nie doszło. Premiera serii odbyła się 29 września 2024.
Pierwotnie ogłoszono, że seria zostanie zanimowna przez studio Drive. W lipcu 2023 w niektórych artykułach wspomniano, że produkcja była realizowana wspólnie przez studia Drive i Akatsuki. Jednak gdy serial miał swoją premierę we wrześniu 2024, studio Drive nie zostało wymienione w napisach końcowych. Produkcję animacji do pierwszego odcinka zamiast tego przypisano firmie zajmującej się planowaniem i produkcją – Fugaku. Drugi i trzeci odcinek zostały przypisane studiu Akatsuki, jednak Nagahama widniał jedynie jako autor scenorysów, a jako reżyser został wymieniony Yuji Moriyama. W czwartym odcinku zarówno Nagahama, jak i Moriyama nie zostali uwzględnieni jako reżyserzy, a stanowisko reżysera zostało całkowicie pominięte.